# Ptilium
Ptilium ist eine Gattung der Käfer aus der Familie der Zwergkäfer (Ptiliidae) innerhalb der Unterfamilie Ptiliinae. Sie kommt in Europa mit 16 Arten vor, 14 Arten sind auch in Mitteleuropa verbreitet.

## Merkmale
Die Käfer sind an den drei mehr oder weniger kräftig ausgebildeten Längsfurchen auf dem Halsschild gut erkennbar. Nur selten fehlen die seitlichen Furchen, dann hat die mittlere Furche keine grübchenartige Vertiefung. Die Körperoberseite ist fein und dicht punktförmig strukturiert und sehr fein behaart. Sie ist am Grunde chagriniert und glänzt nur schwach. Der Halsschild ist basal verjüngt, die Deckflügel sind lang und enden gemeinsam breit abgerundet. Die einzelnen Arten der Gattung sind nur schwer voneinander zu unterscheiden.

## Vorkommen und Lebensweise
Die Tiere leben in faulendem Pflanzenmaterial und Dung. 

## Arten (Europa)
- Ptilium affine Erichson, 1845
- Ptilium caesum Erichson, 1845
- Ptilium cognatum Besuchet, 1971
- Ptilium cordatum (Motschulsky, 1869)
- Ptilium exaratum (Allibert, 1844)
- Ptilium fissicolle Reitter, 1884
- Ptilium fulvescens (Motschulsky, 1869)
- Ptilium horioni Rosskothen, 1934
- Ptilium latum (Gillmeister, 1845)
- Ptilium modestum Wankowicz, 1869
- Ptilium myrmecophilum (Allibert, 1844)
- Ptilium schuleri Ganglbauer, 1899
- Ptilium scrutandum Besuchet, 1971
- Ptilium tenue Kraatz, 1858
- Ptilium timidum Besuchet, 1971
- Ptilium vexans Flach, 1889